# Phaonia guizhournsis
Phaonia guizhournsis este o specie de muște din genul Phaonia, familia Muscidae, descrisă de Wei în anul 1991. Conform Catalogue of Life specia Phaonia guizhournsis nu are subspecii cunoscute.